# Utö (Schweden)
Utö [ˈʉːtøː] ist eine der Hauptinseln im südlichen Stockholmer Schärengarten und liegt in der schwedischen Gemeinde Haninge. Utö bezeichnet auch den auf der Insel befindlichen Hauptort im mittleren Teil der Insel mit dem Status eines Småort.

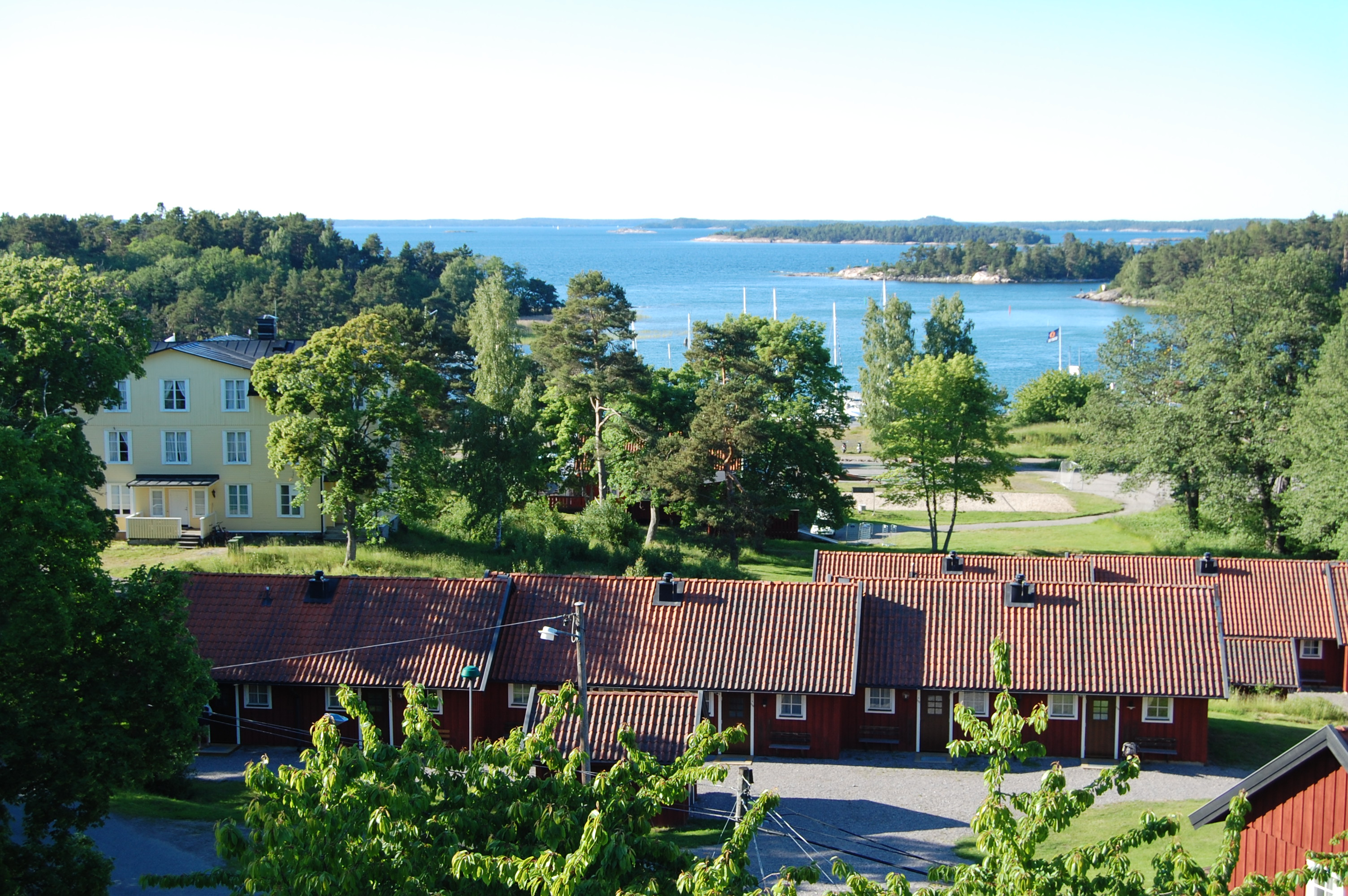
Der Ort Gruvbryggan auf Utö, von der Jugendherberge aus gesehen

Die Insel ist zehn Kilometer lang, bis zu dreieinhalb Kilometer breit und hat auf einer Fläche von 29,36 km² insgesamt 191 ständige Bewohner (Stand 31. Dezember 2013). Utö ist ein touristisches Hauptziel der Region mit jährlich etwa 300.000 Besuchern. Es ist unter anderem für die Überreste des seit dem Mittelalter betriebenen Bergbaus bekannt. Im Süden der Insel befindet sich eine Militärübungsanlage (Utö skjutfält).
Die Insel ist vom Stockholmer Vorort Årsta Havsbad mit dem regulären Fährboot zu erreichen (35–40 Minuten im Sommer und 50–55 Minuten im Winter). Im Sommer gibt es auch vom Strömkajen in der Stadtmitte Stockholms Verbindungen (3,5 Stunden). Über eine Brücke besteht zudem eine Straßenverbindung zur Nachbarinsel Ålö. Als Utø im 14. Jahrhundert geschrieben, bezieht sich der Name auf die Hauptinsel des Kirchspiels und dessen Lage am weitesten draußen im Meer.

## Geschichte
Utö wurde als erstes von Wikingern besiedelt. Im Süden der Insel befindet sich eine Grabstätte aus dem 8. Jahrhundert. Fundstücke aus dem Grab werden im historischen Museum in Stockholm ausgestellt.
Um 1150 wurde im Norden der Insel Eisenerz entdeckt, etwa drei Kilometer nordöstlich des heutigen Hauptortes bei der heutigen Ansiedlung Gruvbyggan. Der erste schriftliche Beleg für Bergwerke auf der Insel stammt aus dem Jahr 1607. 1624 waren neun Bergwerke in Betrieb. Das Element Lithium wurde zuerst in einer Gesteinsprobe von Utö entdeckt.
1709 starb ein Großteil der Bewohner an der Pest. 1719 wurde Utö im Großen Nordischen Krieg von russischen Truppen verwüstet. Die Bewohner haben die Insel daraufhin für einige Jahre verlassen. Die Minen wurden von Matthias Wefwerstedt wiedereröffnet. Utö war bis 1804 im Besitz seiner Familie, als die Insel an eine Bergbaugesellschaft verkauft wurde.
1879 wurden die Minen geschlossen, was Hauptursache für den folgenden Bevölkerungsrückgang um mehr als zwei Drittel war. Die Insel wurde an Magnus Andersson verkauft. Der auch Plank-Anders („Planken-Anders“) genannte frühere Hüttenbesitzer ließ einen Großteil des Baumbestandes abholzen, um das Holz zu verkaufen. 1889 verkaufte Andersson die Insel an den Großhändler Ernst Wilhelm Lewin (1846–1914), der auf Utö in ein insbesondere zu Beginn des 20. Jahrhunderts florierendes Seebad (Utö havsbad) errichten ließ.
Der südliche Teil der Insel wurde 1943 von der schwedischen Armee erworben, und die wenigen Bewohner dieses Inselteils mussten ihre Häuser verlassen.